# Parma (Missouri)
Parma – miasto w Stanach Zjednoczonych, w stanie Missouri, w hrabstwie New Madrid.